# Collis Potter Huntington
Collis Potter Huntington (22 octobre ou 16 avril 1821 – 13 août 1900) est un des quatre investisseurs (le « Big Four ») qui crée, avec Leland Stanford, Mark Hopkins, et Charles Crocker, la compagnie de chemin de fer Central Pacific.